# Almoharín
Almoharín là một đô thị trong tỉnh Cáceres, Extremadura, Tây Ban Nha. Theo điều tra dân số 2005 (INE), đô thị này có dân số là 2050 người.
39°10′B 6°02′T / 39,167°B 6,033°T